# Lye Brook Wilderness
L'aire sauvage Lye Brook Wilderness est une aire protégée des États-Unis située dans l'État du Vermont à l'intérieur de la forêt nationale des Montagnes Vertes. L'aire protégée a été nommée d'après un ruisseau drainant la partie ouest de celle-ci.  L'altidue de Lye Brook Wilderness varie entre 274 m et 884 m, la majeure partie étant sur un plateau de 760 m d'altitude.
Environ 80 % de Lye Brook est recouvert de forêt de bois dur du nord-est, soit le bouleau, le hêtre et l'érable.  On retrouve aussi des petites population d'épinettes.